# 贾姆尖塔
贾姆尖塔（Minaret of Jam），又译作贾姆宣礼塔、贾穆宣礼塔、查姆回教寺院尖塔等，是阿富汗西部的一处世界遗产，位于古尔省沙赫拉克区的哈里河畔。贾姆尖塔是一个高65米的叫拜楼，周围群山环绕，海拔高约2400米，建于12世纪90年代，用砖砌成。因砖块、釉面砖、灰泥复杂精细而闻名。2002年列入世界遗产名录 。

## 历史

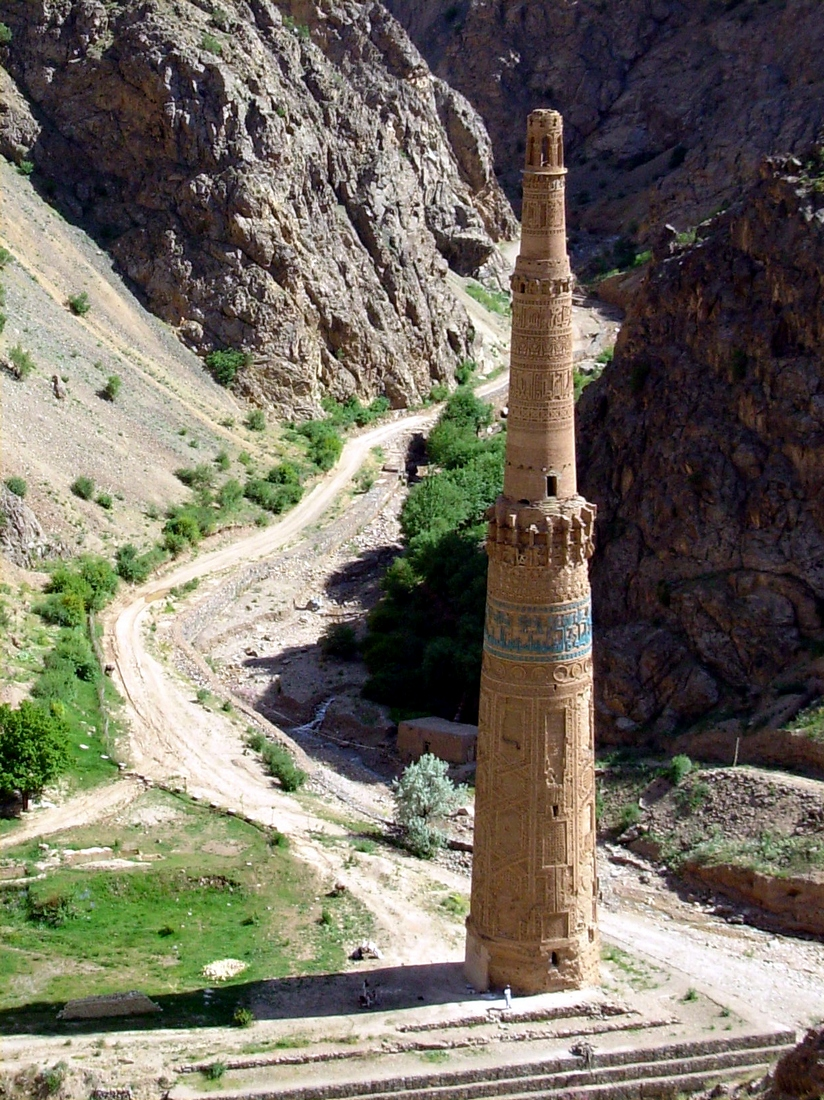
贾姆尖塔

贾姆宣礼塔建于1194年，由當時古爾地区的蘇丹建立。其建造目的可能為表彰古爾王朝攻占德里的胜利；或为原清真寺的一部分，但由于周边并未发现有相关遗迹，所以有待定论。部分考古学家认为贾姆宣礼塔所在地区应为古尔王朝皇宫所在地。
此外德里的顾特卜塔亦是仿造贾姆宣礼塔建造而成，前者为现存最高的宣礼塔。

## 登录基准
该世界遗产被认为满足世界遺產登錄基準中的以下基準而予以登錄：
- （ii）在某期间或某种文化圈里对建筑、技术、纪念性艺术、城镇规划、景观设计之发展有巨大影响，促进人类价值的交流。
- （iii）呈现有关现存或者已经消失的文化传统、文明的独特或稀有之证据。
- （iv）关于呈现人类历史重要阶段的建筑类型，或者建筑及技术的组合，或者景观上的卓越典范。